# Simulium chomustachi
Simulium chomustachi es una especie de insecto del género Simulium, familia Simuliidae, orden Diptera.
Fue descrita científicamente por Vorobets, 1977.